# Czigler Győző
Czigler Győző (Arad, 1850. július 19. – Budapest, Ferencváros, 1905. március 28.) építész, műegyetemi tanár.

## Életpályája
Ifj. Czigler Antal építész és Dittl Róza fiaként született. Svájcból bevándorolt ősei három nemzedékre visszavezethetően építészek voltak. Kezdetben apjától tanult, majd a bécsi képzőművészeti akadémián Theophil Hansen tanítványa volt. 1871-től, apja halálát követően az ő megkezdett építkezéseit fejezte be (a borosjenői Rákóczi-vár restaurálása 1872-ben). Tanulmányutakat tett Németországban, Angliában és Franciaországban, majd Olaszország, Görögország és Törökország műemlékeit tanulmányozta.
1874-ben Budapesten telepedett le, és a székesfővárosi mérnöki hivatalban dolgozott. 1878-ban kapta az első komolyabb feladatot: ekkor építette az Andrássy úti Saxlehner-palotát. 1887-ben a budapesti Műegyetem ókori építési tanszékének tanárává nevezték ki. 1894 és 1900 között a Magyar Mérnök és Építész Egyesület elnöke volt. Számos műszaki cikket írt, megalapította a magyar anyagvizsgálók egyesületét, alelnöke volt az Iparművészeti Társulatnak, építészeti felügyelője a múzeumok és könyvtárak országos főfelügyelőségének, tagja a zágrábi és belgrádi mérnökegyesületnek, és részt vett számtalan szakbizottság funkciójában. 1905 januárjában, daganatos betegsége miatt visszavonult a munkából, és állandó helyettesének Dvorák Edét nevezte ki, aki 21 éven keresztül munkatársa és asszisztense volt. Végül 1905-ben, 55. életévében hunyt el. Halálát szívhűdés okozta.

## Emlékezete

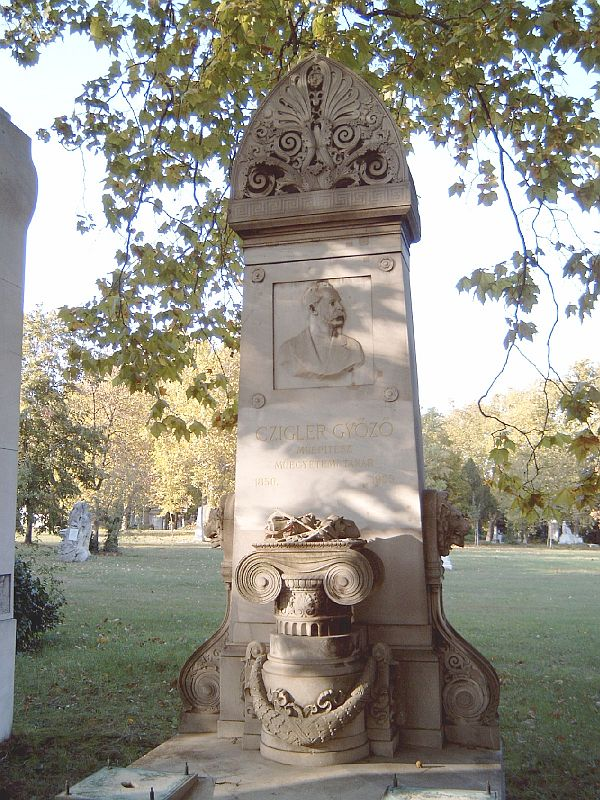
Sírja a Kerepesi temetőben: 28-ds.-10. Dvorák Ede alkotása

- I. Ferenc József magyar király és császár harmadosztályú Vaskorona-renddel tüntette ki.
- Halála után Lyka Károly kritikus hangnemben írt róla: „(…) Művészete a Hansen-iskola hagyományain épült. Akkor Bécsé volt a vezetőszerep s Bécs építészete eklektikus vala. Czigler is teljesen a műtörténetben elkönyvelt régi stílusok különféle rendszerű rekonstrukciójában látta az építészet haladásának útját, így hát a modern művészettel nem tartott semmiféle rokonságot, sőt azzal szemben a legkonzervatívabb álláspontot foglalta el. (…)”
- Halála után a Magyar Mérnök és Építész Egyesület róla elnevezett emlékérmet alapított.
- 1905-től irodáját Dvorák Ede vezette tovább. Első években az egykori főnöke által elkezdett épületek befejezésével foglalkozott, melyek közül a legfontosabb a Széchenyi gyógyfürdő volt.

## Stílusa
Czigler a stilisztikában mutatkozó konzervativizmusa mellett a műszaki megoldások terén a legmodernebb eszmék követője, egyszersmind buzgó terjesztője. A budapesti szűk szíjtelkek sűrű városszövetének fellazítására több kísérletet tett. Még 1894-ben tervezte a Hadik Endre hitbizománya számára 1895/6-ban épített Károly körúti bérházat, ahol a magánutca gondolatát elsőként próbálta megvalósítani, téres udvarokkal, zárt lépcsőházakkal és a függőfolyosók mellőzésével, az udvari homlokzat utcaszerű kiképzésével. Elsődleges célja az épületben az udvari lakások utcaiakkal egyenértékűvé tétele volt, amellyel a város fellazításának gondolata szerencsésen párosult. Terve csak részben sikerülhetett, a hatalmas telek Rumbach utca felőli végének átépítésére nem volt lehetőség. Másodjára, 1900-ban a Gozsdu-udvar terveivel már világos és sikeres koncepciót dolgozott ki a nehéz feladat megoldására. A Károly körúti terveiben még preferált sorházszerű kiképzéssel szakítva, önálló pavilonok kialakításával oldotta meg a feladatot. Mindkét épület mérnöki szempontból úttörő alkotás.
Czigler épületei jellegzetes stílusjegyei alapján könnyedén felismerhetők. Rendkívüli kézügyessége, nagyszerű arányérzéke, alkotásaiban lépten-nyomon tetten érhető.

## Legfontosabb művei

### Budapesten
- a Kereskedelmi Akadémia épülete (V., Alkotmány u. 9–11.; 1882)
- Rózsák terei görögkatolikus templom (VII., Rózsák tere 8.; 1883)
- a Havas Boldogasszony-templom toronykupolája (I., Mészáros utca 1.; 1884)
- a IX. kerületi elöljáróság épülete (IX., Bakáts tér 14.; 1884)
- a Moosmüller-féle bárház (I., Tóth Árpád sétány 22., Szentháromság utca 6.; 1884)
- Saxlehner-palota (VI., Andrássy út 3.; 1885)
- az Országos Erdészeti Egyesületek háza (V., Alkotmány utca 6.; 1885)
- Korányi-féle bérház az Erzsébet körúton (VII., Erzsébet körút 56.; 1885)
- Luczenbacher-féle bérház a Teréz körúton (VI., Teréz körút 49. Podmaniczky utca 27.; 1886)
- Bakáts téri bérház (IX., Bakáts tér 7.; 1887)
- Károlyi utcai bérház (V., Károlyi utca 17.; 1887)
- Kehrer-féle bérház (VII., Erzsébet körút 4.; 1887)
- Károlyi Tibor-féle bérház (VI., Teréz körút 41.; 1891)
- a Pesti Hazai Első Takarékpénztár Erzsébet körúti palotája (VII., Erzsébet körút 1.; 1892)
- az Országos (Dzsentri) Kaszinó Kossuth Lajos utcai palotája (V., Semmelweis utca 1–3.; 1895)
- a Tudományegyetemi Alap Kossuth Lajos utcai bérpalotája (V., Kossuth Lajos utca 18.; 1895)
- a Hadik-Barkóczy-féle Károly körúti bérpalota (VII., Károly körút 9.; 1896)
- a Hunyadi téri vásárcsarnok (VI., Hunyadi tér; 1896)
- a Hold utcai vásárcsarnok (V., Hold utca; 1897)
- a Központi Statisztikai Hivatal főépülete (II., Keleti Károly u. 5–7.; 1897)
- a régi Városház téren álló Szapáry-palota (V., Váci utca 25.; 1898)
- Magyar Királyi Vetőmagvizsgáló Állomás épületei (II., Kis-Rókus utca 15/a – Kitaibel Pál utca 4. – Keleti Károly utca 24.; 1900)
- az Erzsébet Királyné Szanatórium épületei, jelenleg az Országos Korányi Tbc és Pulmonológiai Intézet (XII., Pihenő út; 1901)
- a Gozsdu-udvar (VII., Király utca 13.; 1901)
- Herman Ottó úti mezőgazdasági kutatótelep (II., Herman Ottó u. 15, 1901–1903)[9]
- a Czigler-bérpalota (II., Frankel Leó út 5., Bodrog utca 2., Lipthay utca 6.; 1901)
- Stefánia úti kastély (XIV., Stefánia út 26.; 1903)
- Budapesti Műszaki és Gazdaságtudományi Egyetem kémiai pavilonja (CH épület) (XI., Műegyetem rakpart; 1904)
- Hőgyes Endre utcai bérház (IX., Hőgyes Endre utca 7–9.; 1904)
- Budapesti Műszaki és Gazdaságtudományi Egyetem fizikai pavilonja (F épület) (XI., Műegyetem rakpart; 1905)
- a volt Geist-bérpalota (I., Döbrentei tér 6., Horgony utca 2–6.; 1905, lebontották)
- Széchenyi gyógyfürdő (Dvorák Edével együtt; 1913)
- az állami szőlészeti kísérleti állomás Budán
- a Budapesti Hírlap székháza
- az 1900-as évekből valók a Pesti Vigadó átalakítási tervei
- a Gourmand eszpresszó (Magyar Mérnök- és Építész-Egylet székháza)
- a Margit körúti elemi iskola
- a polgári és királyi serfőzők telepei Kőbányán (ma Dreher Sörgyárak Zrt.)

### Máshol
- színházterv, (Arad; 1870)
- Lujza leányiskola (Szob; 1885)
- a Czuczor Gergely Bencés Gimnázium épülete (Győr; 1888)
- Lotz Károllyal együtt restaurálta a tihanyi apátságot (1889-90)
- Kiskunfélegyháza, leánynevelő intézet tervei (1891, nem valósult meg)
- Vaszary Kolos hercegprímás balatonfüredi nyaralója (Balatonfüred; 1892)
- a Laszki-féle ház (Békéscsaba, Szent István tér 3.; 1895, átépítve)
- a Királyi Törvényszék és az Állami Elemi és Felsőbb Leányiskola (Fiuméban; 1897)
- Andrássy-palota (Kassa; 1899)
- a Pázmáneum székháza (Bécs; 1900)
- Krasznahorka vára felújítása és bővítése gróf Andrássy György részére (1900 körül)
- József Szanatórium, (Gyula; 1904-05)
- Sátoraljaújhelyi Törvényszéki Palota és Fogház (1905)
- a Hittudományi főiskola épülete (Győr; 1910; halála után Aigner Sándor fejezte be)
- Nyitra, vármegyeháza szecessziós stílusú átépítésének terve[10]

### Templomok
- Bécs
- Győr (Újváros, református templom)
- Jászszentandrás
- Hajdúböszörmény
- Mezőkeresztes
- Munkács
- Nagyrada
- Szob (kálvária és halotti kápolna a Luczenbacher család részére)
- Verebély

## Galéria

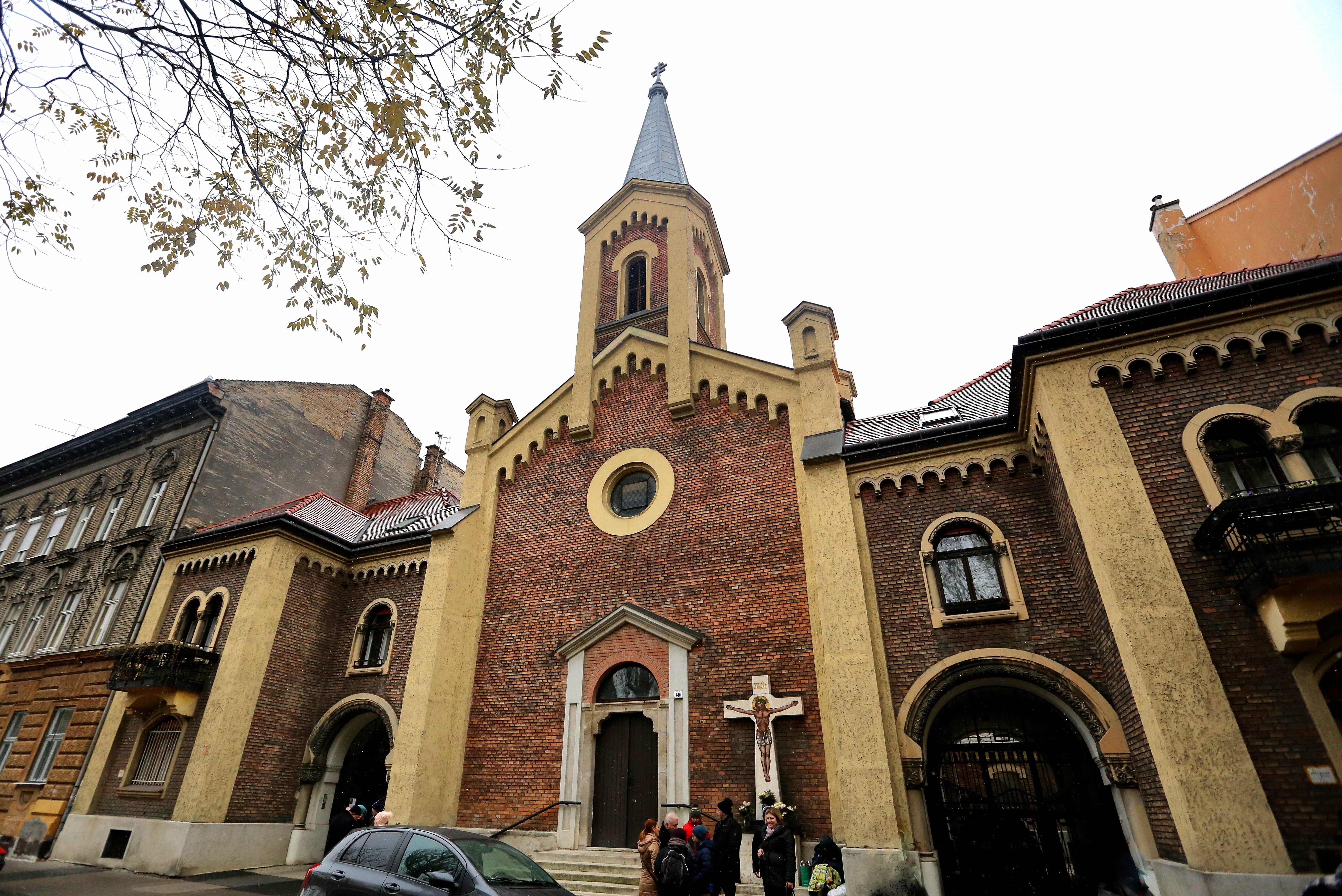
Istenszülő oltalma templom a Rózsák terén (1883)
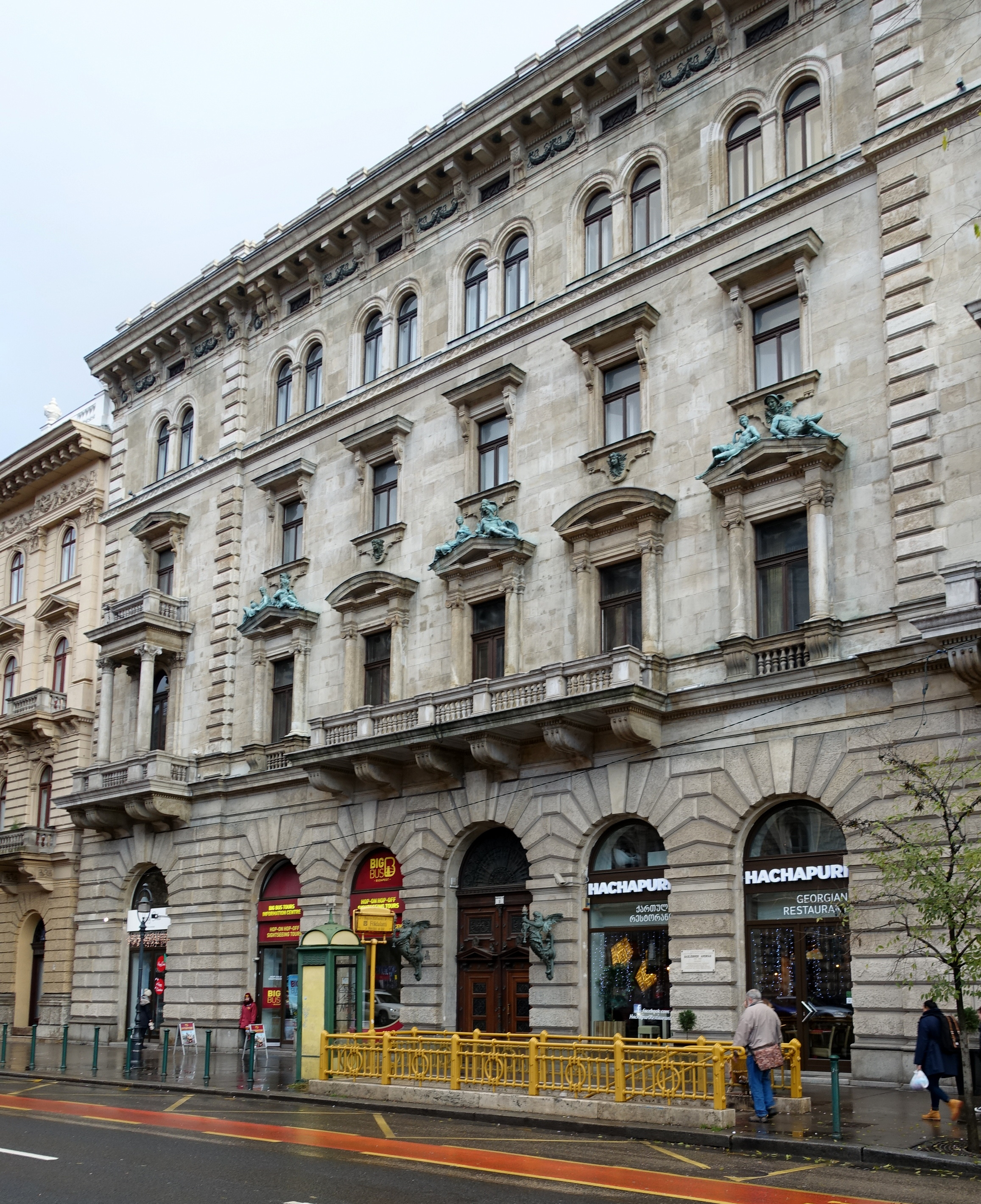
Saxlehner András palotája, (1885) – Andrássy út 3.
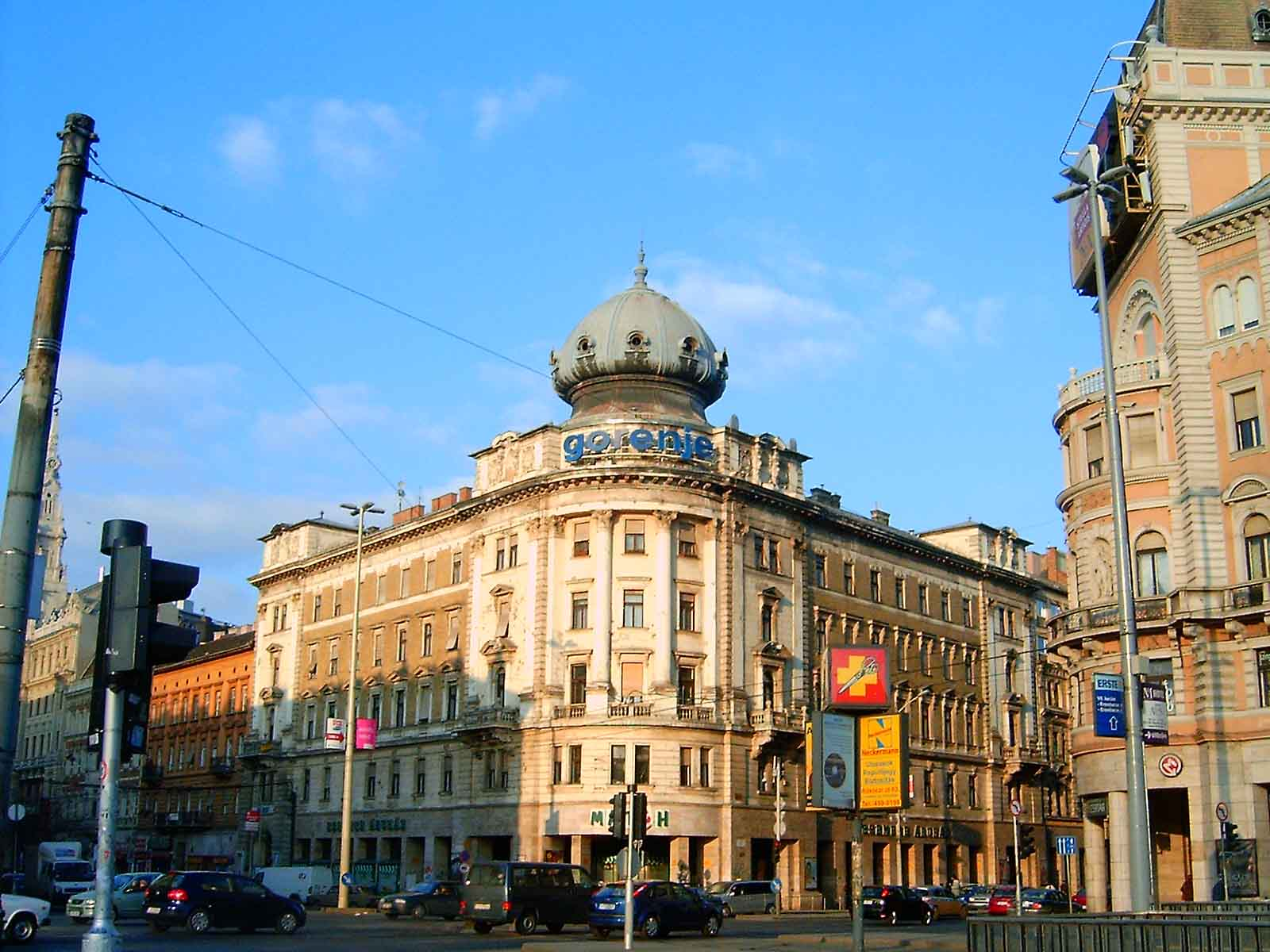
Pesti Hazai Első Takarékpénztár (1892)
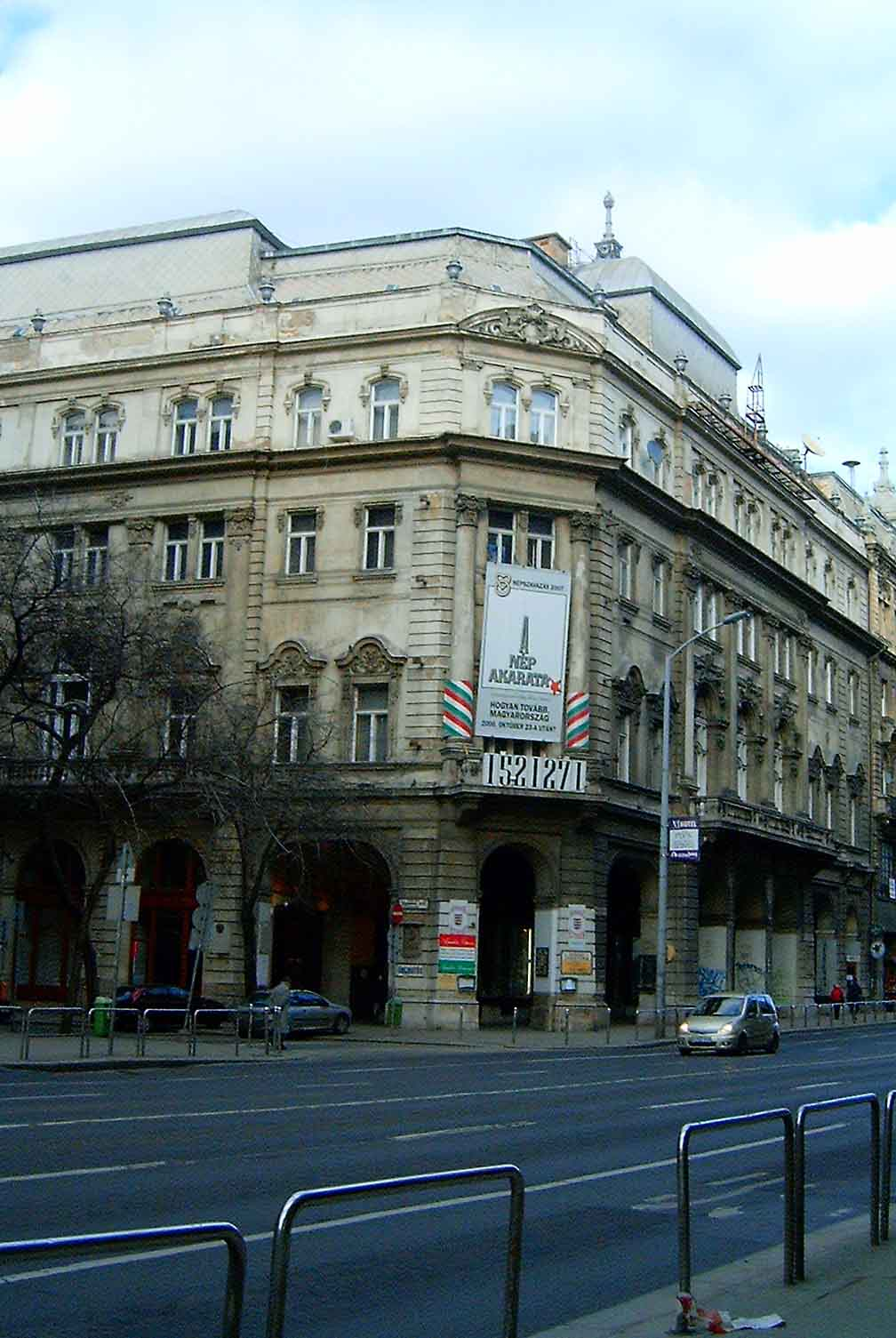
Országos Kaszinó; Tudományegyetemi Alap Kossuth Lajos utcai palotája (1895)
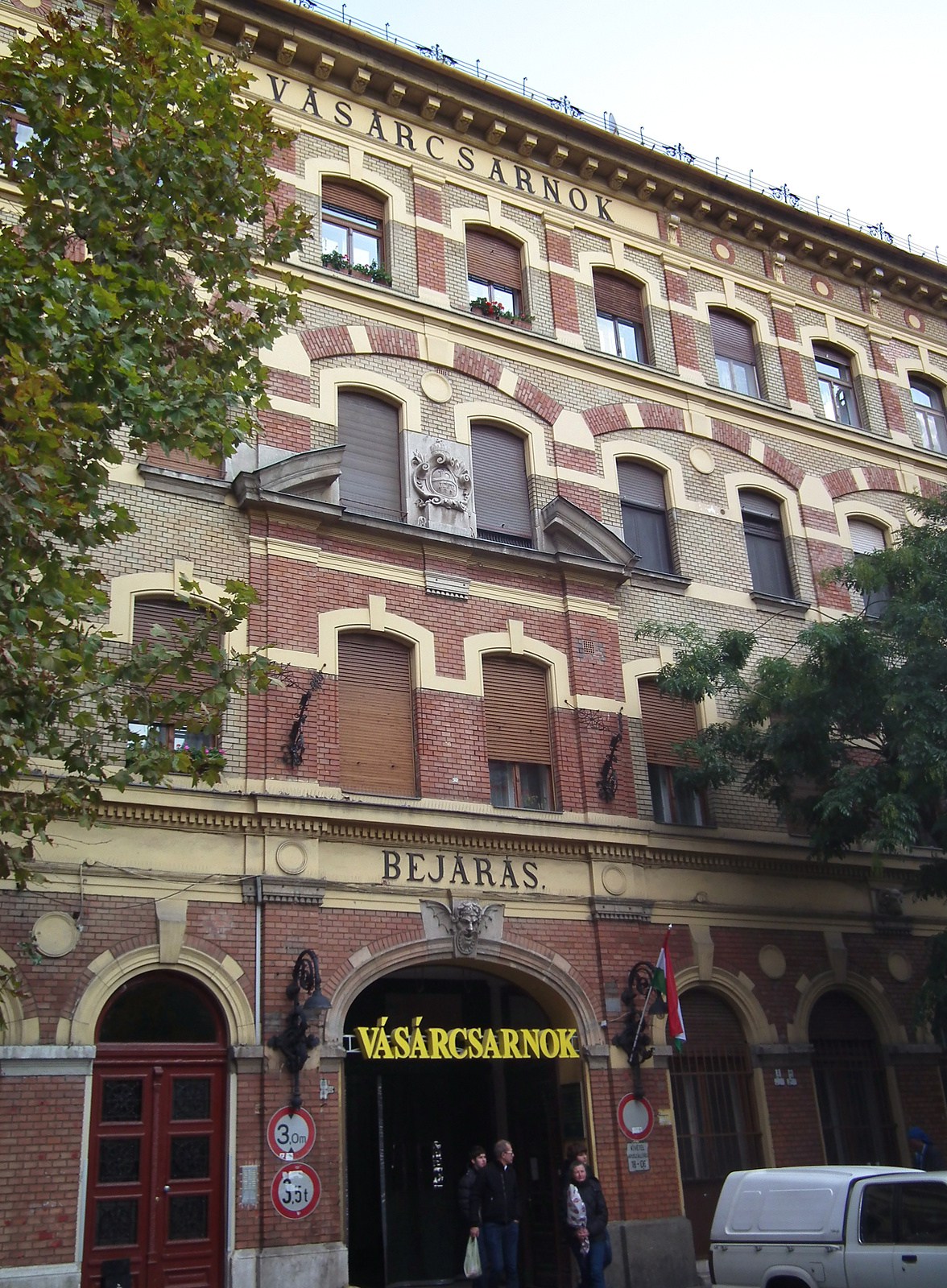
Hold utcai vásárcsarnok (1896)
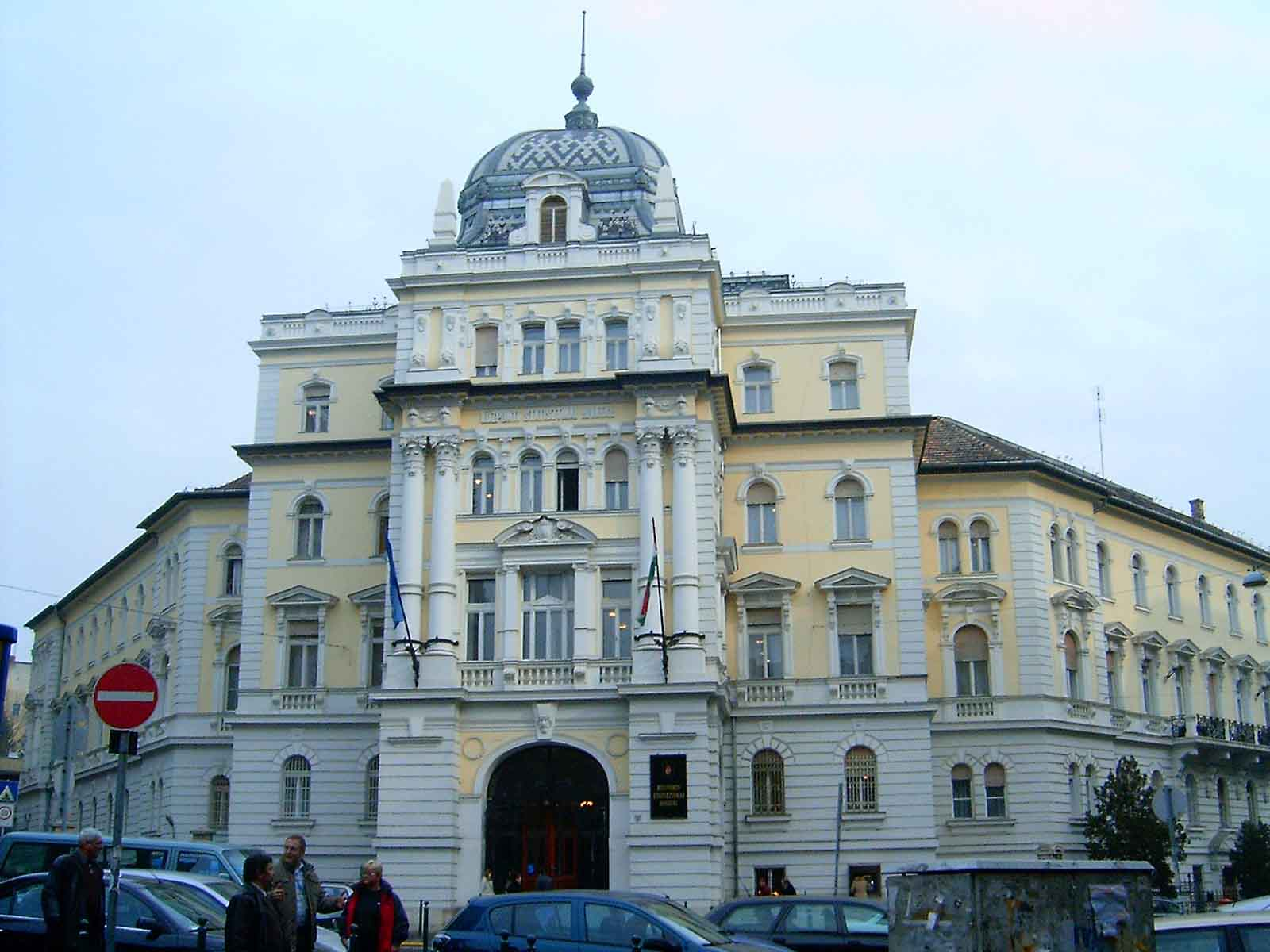
Statisztikai palota (1897)
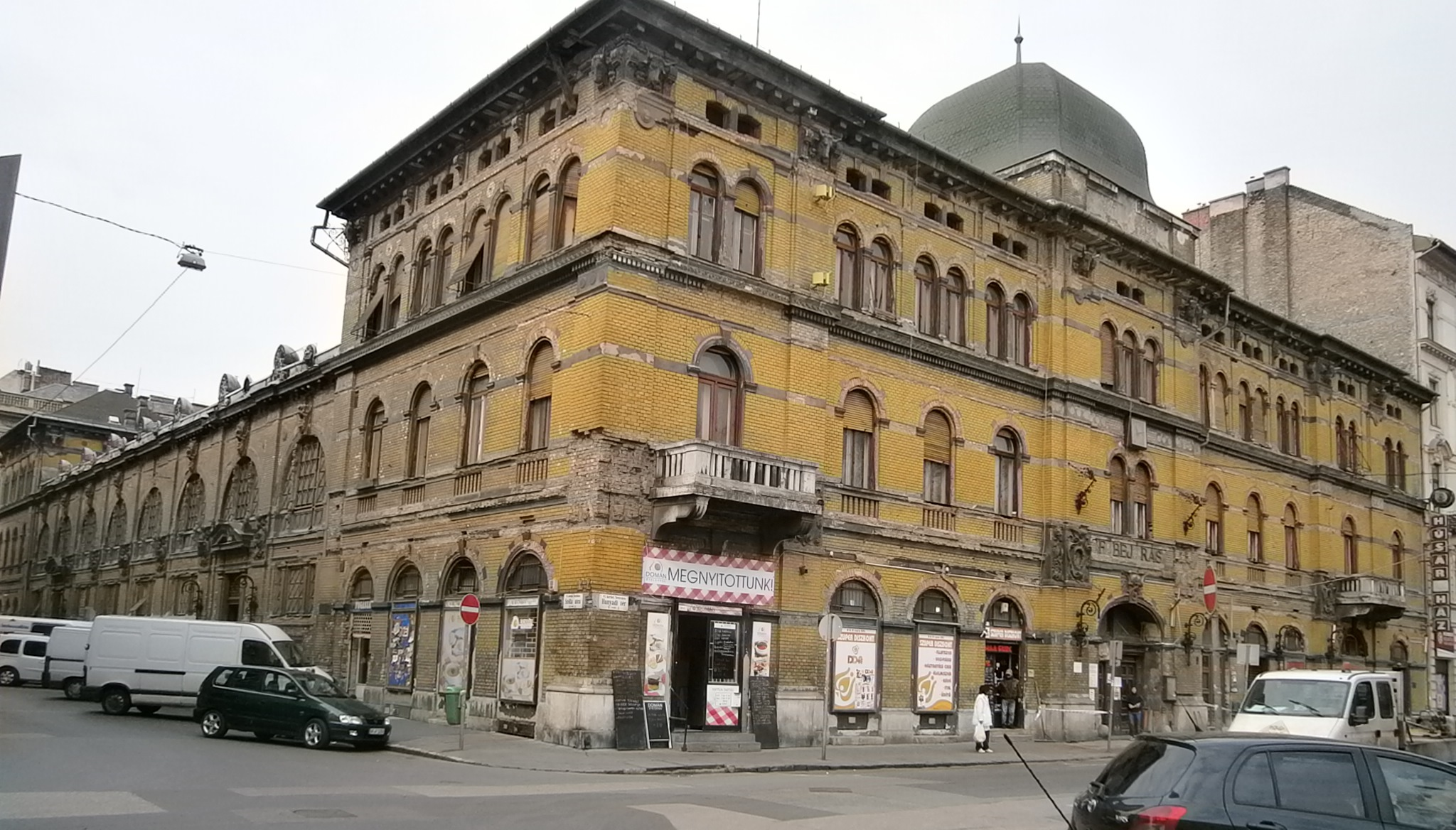
Hunyadi téri vásárcsarnok (1897)
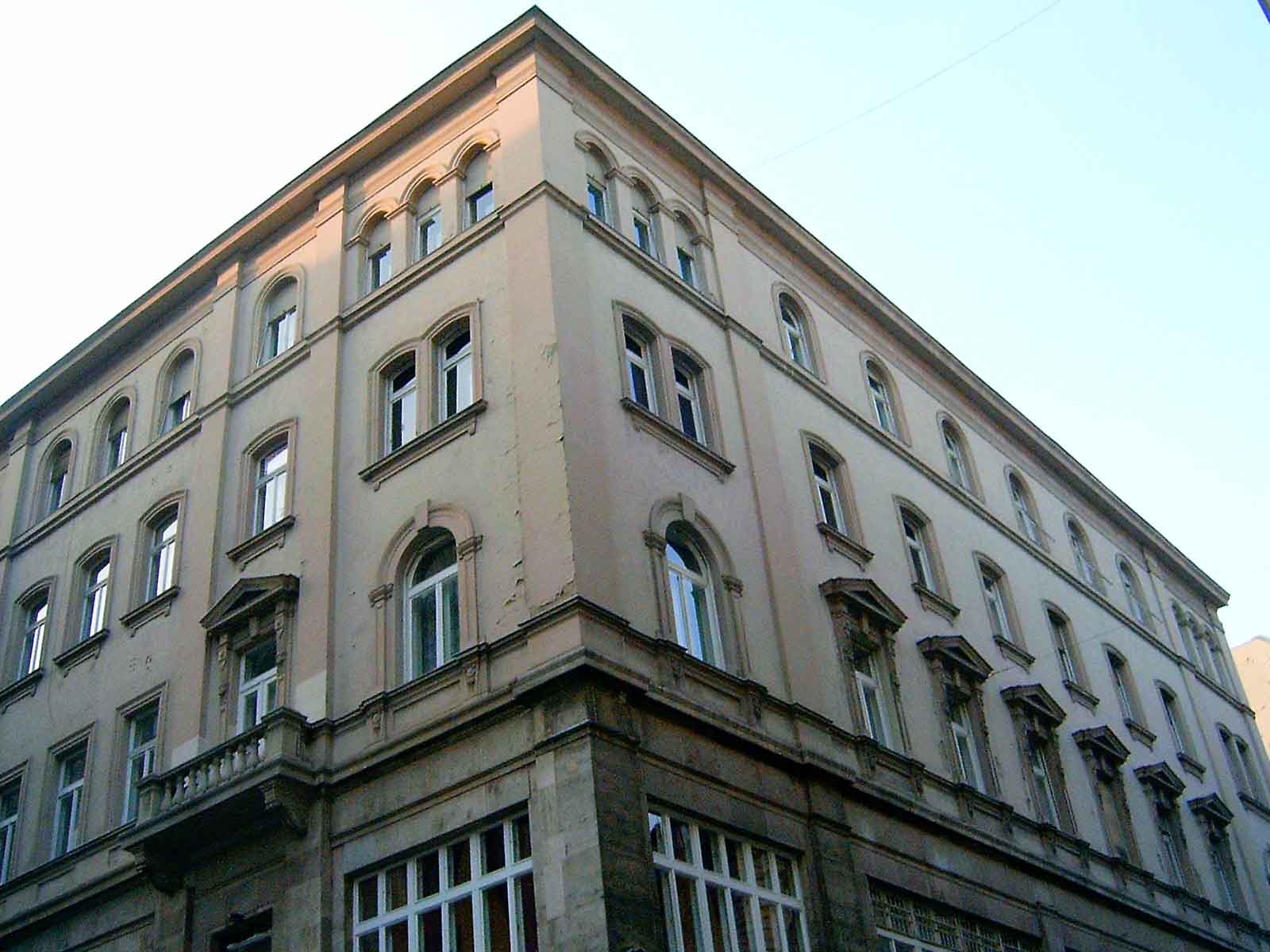
Szapáry palota (1898)
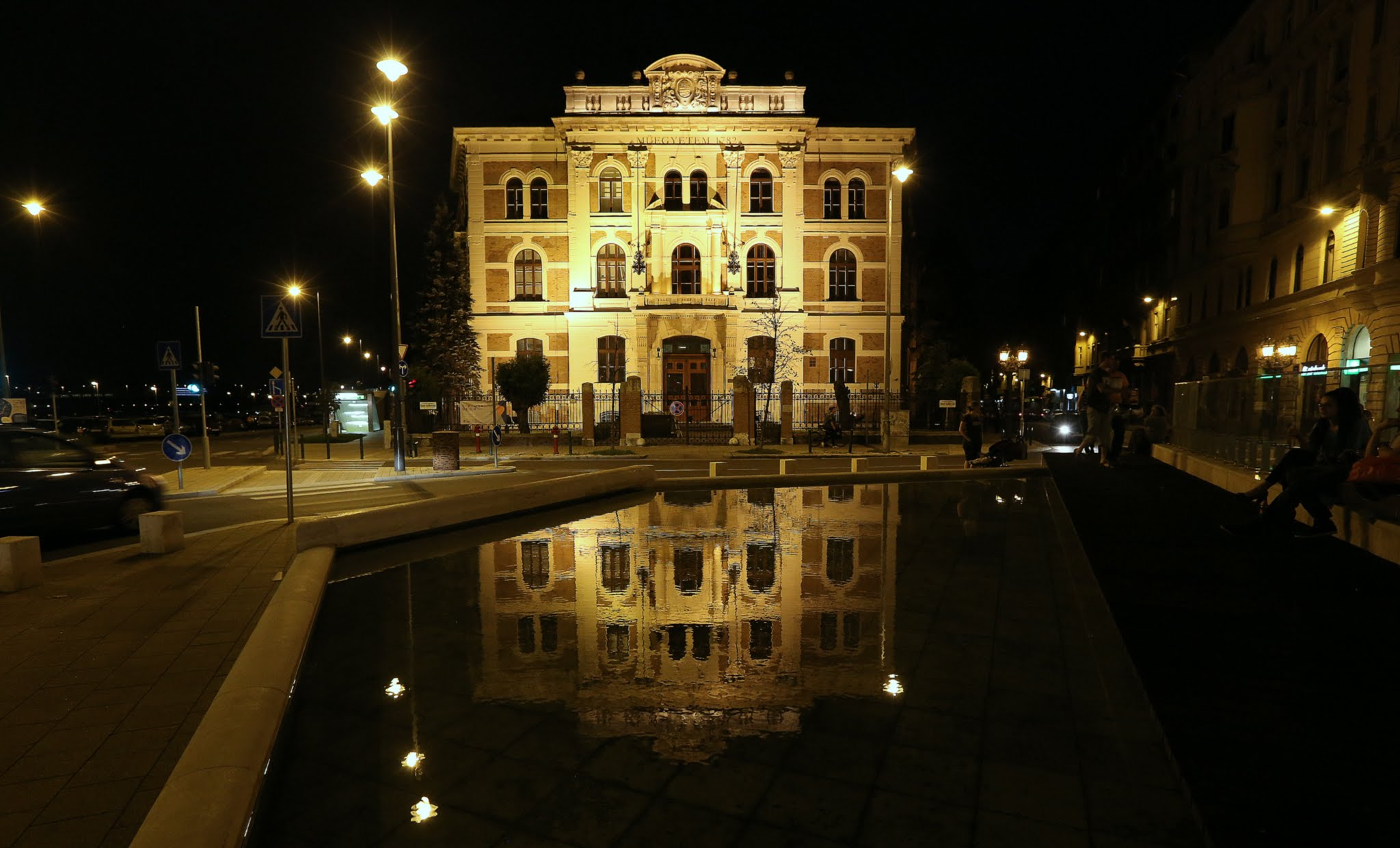
Műegyetem CH (Kémia) épülete (1904)
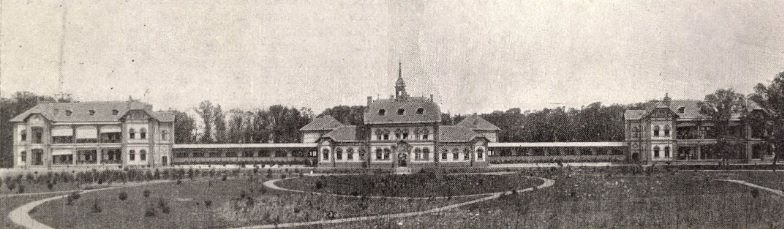
Gyula, József Szanatórium (1904–1905)
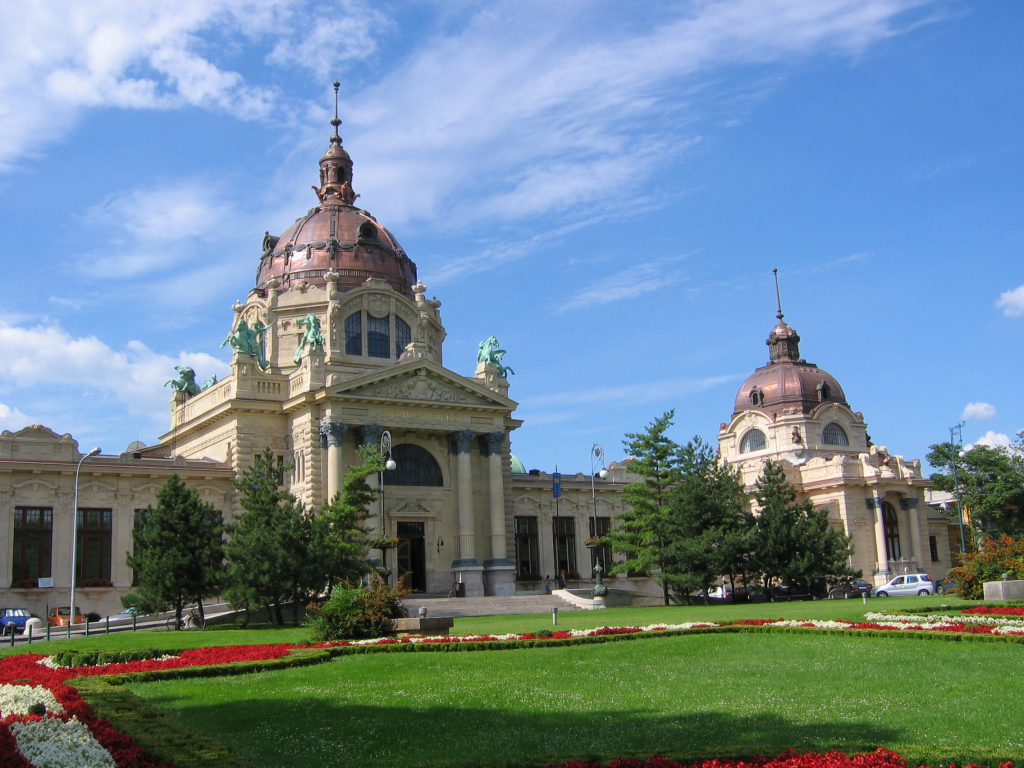
Széchenyi gyógyfürdő (1913)
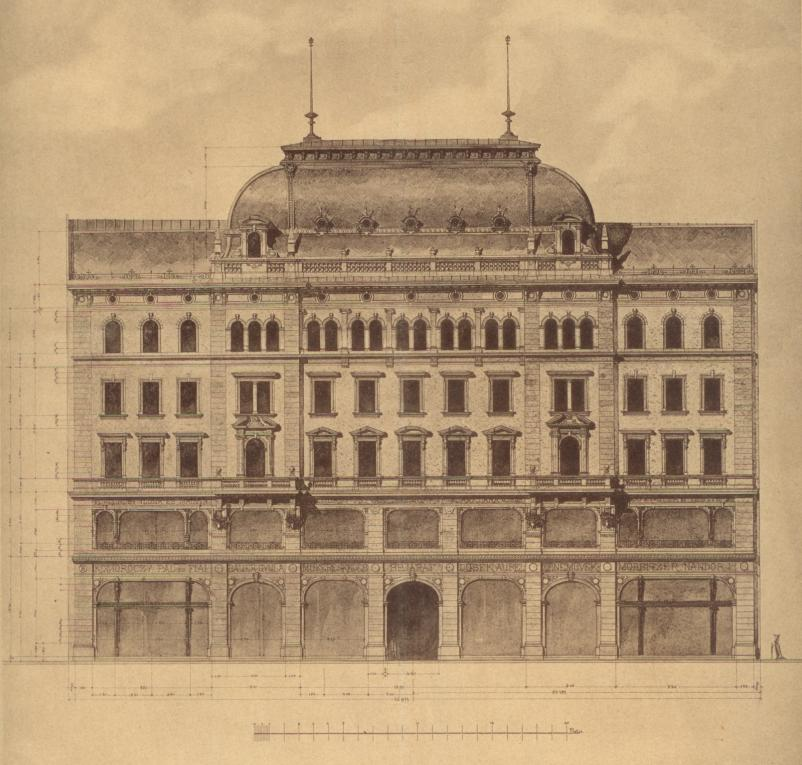
Károly krt. 9. homlokzati terve (1894)
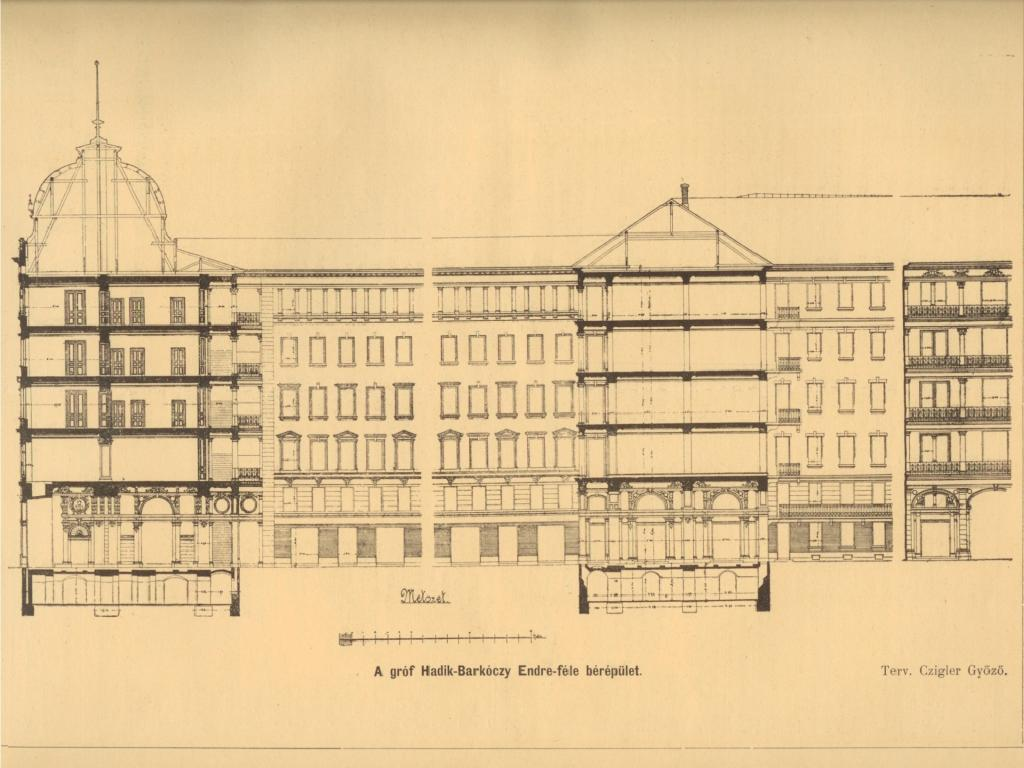
Károly krt. 9. metszetrajza (1894)